# مقاطعة هارت (كنتاكي)
مقاطعة هارت (بالإنجليزية: Hart County)‏ هي إحدى المقاطعات في ولاية كنتاكي في الولايات المتحدة الأمريكية.

## أعلام
- سيمون بوليفار باكنر
- جون آيرلادند
- جوزيف أليكسندر ألتشيلر